# بادما لاكشمي
بادما بارفاتي لاكشمي (من مواليد 1 سبتمبر 1970) هي مؤلفة وعارضة أزياء وناشطة ومقدمة برامج تلفزيونية أمريكية من أصل هندي. ولدت في الهند، وهاجرت إلى الولايات المتحدة وهي طفلة ونشأت في كاليفورنيا. بدأت حياتها المهنية كعارضة أزياء قبل الانتقال إلى التلفزيون. استضافت لاكشمي برنامج مسابقة الطبخ توب شيف على قناة برافو من عام 2006 إلى عام 2023، وحصلت على ترشيحات في حفل توزيع جوائز إيمي الـ 61 لأفضل مضيفة تلفزيونية واقعية في عام 2009 ومن عام 2020 إلى عام 2022. وهي أيضًا منشئة ومقدمة ومنتجة تنفيذية للمسلسل الوثائقي Taste the Nation with Padma Lakshmi، الذي عرض لأول مرة في يونيو 2020 على شبكة هولو، حيث يستكشف المسلسل طعام وثقافة المجتمعات المهاجرة والأصلية في جميع أنحاء أمريكا.

## حياتها
ولدت بادما لاكشمي في مدينة مدراس في ولاية تشيناي في الهند لعائلة تاميلية، والدها هو صيدلي متقاعد ووالدتها طبيبة متقاعدة. تنقلت مع عائلتها بين تشيناي ونيويورك في سن مبكرة. في عمر ال14 سنة عانت من مرض متلازمة ستيفنس جونسون مما أدى لها بالإصابة بحساسية عالية تجاه الأدوية والمواد الطبية. وبعد يومين من خروجها من المستشفى أصيبت في حادث سيارة في لوس أنجلوس وأصيبت بكسور في وركها وفي ذراعها الأيمن وفي جمجمتها. أكملت تعليمها في مدرسة وليم ووركمان في كاليفورنيا في 1988، في سنة 1992 تخرجت من جامعة كلارك في ورسستر في ماساتشوستس ونالت البكلوريوس في فنون المسرح. أثناء ذلك تلقت تعليمها في الموضة في مدريد حين بدأت مسيرتها هناك. تتقن لاكشمي التكلم باللغات الإنجليزية والهندية والتاميلية والإيطالية والإسبانية.

## المسيرة

### الموضة
بدأت لاكشمي عملها في عروض الأزياء في سن ال21 حيث درست الموضة في مدريد وذكرت أنها كانت أول هندية تقوم بعروض في باريس وميلانو ونيويورك وذكرت أنها دفعت قسط جامعتها لعملها كعارضة أزياء وممثلة. عملت لاكشمي مع عدة مصممين مشاهير من إيمانويل أونغارو وجورجو أرماني وجياني فيرساتشي ورالف لورين وألبرتا فيراتي وروبرتو كافالي وعملت أيضاً مع المصور هيلموت نيوتن ونشرت عدة صور لها معه. ظهرت صور لاكشمي في أغلفة عدة مجلات من ريدبوك وماري كلير (النسخة الهندية) و كوزموبوليتان وهاربر بازار وتاون كانتري ونيوزويك وألور.

### الكتابة
أول كتاب طبخ للاكشمي حمل عنوان Easy Exotic في سنة 1999 وألذي انتشر صيته عالمياً وحصل على جائزة Gourmand World Cookbook من فرساي. كتابها الثاني حمل عنوان Tangy, Tart, Hot and Sweet في أكتوبر 2007.

### التمثيل
مثلت لاكشمي لأول مرة في المسلسل التلفزيوني الإيطالي القراصنة: أخوة الدم في سنة 1998. في سنة 2001 مثلت لأول مرة في الفيلم الأمريكي لمعان وألذي كان من بطولة ماريا كاري. في سنة 2003 عملت في بوليوود ومثلت في فيلم بوم مع أميتاب باتشان. ثم مثلت دور جيتا في فيلم عشيقة التوابل في سنة 2005. مثلت ما بين سنة 2004 و 2005 في مسلسل شارب. وفي سنة 2006 مثلت في مسلسل هوس لاين أني واي؟ في 2014. في سنة 2006 مثلت في مسلسل الوصايا العشرة وألذي عرض على قناة أي بي سي ومثلت مع كل من عمر الشريف ودوجراي سكوت ونافين أندروز. وفي 2009 مثلت في مسلسل 30 روك وألذي كان من بطولة تينا فاي.

### التقديم
عملت لاكشمي كمقدمة لعدة برامج تلفزيونية كان منها برنامج Padma's Passport وألذي عرض على قناة فود نيتوورك وفي 2001 قدمت برنامج الطبخ Melting Pot وألذي نال شهرة واسعة في العالم. وقدمت أيضاً برنامج Planet Food على قناة فود نيتوورك و قناة ديسكفري. شاركت كأحد أعضاء لجنة التحكيم في برنامج مسابقات الطبخ الشهير توب شيف بالنسخة الأمريكية الثانية منه في سنة 2006 ورشحت لنيل جائزة إيمي وثم عادت لتشارك في لجنة التحكيم في سنة 2009 لتفوز بجائزة إيمي به.

## الحياة الشخصية
في أبريل 2004 تزوجت لاكشمي من الروائي والكاتب الهندي البريطاني سلمان رشدي إلا أنها تطلقت منه في أكتوبر 2007. بدأت بعد ذلك بعلاقات متعددة مع رجلي الأعمال أدم ديل وتيدي فورستمان. في فبراير 2010 أنجبت إبنتها الوحيدة كريشنا ثيا وألذي إعترف أدم ديل بأبوه لها. كان للاكشمي عدة نشاطات خير في دعم التعليم والبحث العلمي والتنبيه الصحي في الهند. تعتبر أيضاً من المناصرات لحقوق المرأة والطفل، حيث عملت على عدة حملات مناهضة للاغتصاب في الهند.

## وصلات خارجية
- بادما لاكشمي على موقع IMDb (الإنجليزية)
- بادما لاكشمي على موقع روتن توميتوز (الإنجليزية)
- بادما لاكشمي على موقع ألو سيني (الفرنسية)
- بادما لاكشمي على موقع أول موفي (الإنجليزية)
- بادما لاكشمي على موقع قاعدة بيانات الأفلام السويدية (السويدية)
- بادما لاكشمي على موقع إن إن دي بي (الإنجليزية)
- بادما لاكشمي على موقع قاعدة بيانات الفيلم (الإنجليزية)
- بادما لاكشمي على موقع كينوبويسك (الروسية)